# Škoda 02T
Škoda 02T (також позначається T3M.04) — тип трамвая, який був створений в результаті модернізації чехословацького трамвая Tatra T3.

## Історія
Оскільки в середині 1990-х трамвайний транспорт у Ліберці міг бути призупинений через занедбаний рухомий склад, транспортна компанія Dopravní podnik města Liberce вирішила модернізувати свої трамваї. 
Через високий відсоток поламок трамвая № 54, модернізованого ČKD до типу T3G, було вирішено доручити подальшу модернізацію вагонів компанії «Škoda» з Плзеня, яка виступила з ініціативою модернізації застарілих вагонів.

## Модернізація
Трамваї повністю оновили, модернізували салон і кабіну водія, встановили нове електрообладнання «Škoda» з транзисторами IGBT. Технічно машини були схожі на модернізацію Pilsen 01T. 
Однак вони відрізнялися тим, що вагон керувався не педалями (як у Плзені), а ручним контролером.

## Поставки
Модернізація типу Škoda 02T відбулася в 1996-1998 рр.
| Країна              | Місто               | Тип                 | Роки поставок       | Кіл-сть | Номери рухомого складу                                |       |
| ------------------- | ------------------- | ------------------- | ------------------- | ------- | ----------------------------------------------------- | ----- |
| Чехія               | Ліберець            | Škoda 02T           | 1996–1998           | 21      | 30, 50, 51, 56, 59, 60, 63, 64, 67, 68, 70, 71, 76–83 | [ 1 ] |
| Загальна кількість: | Загальна кількість: | Загальна кількість: | Загальна кількість: | 21      |                                                       |       |